# Fehérszemű trogon
A fehérszemű trogon (Trogon comptus) a madarak osztályába a trogonalakúak (Trogoniformes) rendjébe és a trogonfélék (Trogonidae) családjába  tartozó faj.
A magyar név forrással nincs megerősítve, lehet, hogy az angol név tükörfordítása (White-eyed Trogon).

## Előfordulása
Kolumbia és Ecuador területén honos.